# Ctenotus rutilans
Ctenotus rutilans este o specie de șopârle din genul Ctenotus, familia Scincidae, descrisă de Storr 1980. Conform Catalogue of Life specia Ctenotus rutilans nu are subspecii cunoscute.